# روبرت إف. أور
روبرت إف. أور (بالإنجليزية: Robert F. Orr)‏ هو محامي وقاضي أمريكي، ولد في 11 أكتوبر 1946.